# Astrophysical Journal Supplement Series
The Astrophysical Journal: Supplement Series is een internationaal, aan collegiale toetsing onderworpen wetenschappelijk tijdschrift op het gebied van de astronomie. Het verschijnt maandelijks.
Het eerste nummer verscheen in 1954.